# John Henry Leech
John Henry Leech, född 5 december 1862, död 29 december 1900, var en engelsk entomolog som specialiserade sig på fjärilar och skalbaggar.
Leechs samlingar från Kina, Japan och Kashmir finns på Natural History Museum i London. I denna samling finns även insekter från Marocko, Kanarieöarna och Madeira. Han skrev  British Pyralides (1886) och de tre banden Butterflies from China, Japan and Corea (1892–1894). Han var medlem i sällskapen Linnean Society of London och Entomological Society of London.